# Ezpeleta
Ezpeleta (en francès i oficialment Espelette) és un municipi d'Iparralde al territori de Lapurdi, que pertany administrativament al departament dels Pirineus Atlàntics (regió de la Nova Aquitània).
Ezpeleta destaca per ser el centre de producció de pebrots de qualitat que reben des de l'any 2000 la qualificació oficial de AOC Piment d'Espelette-Ezpeletako Biperra, així com per la cria de cavalls de la raça pottoka. És la localitat natal del naturalista Armand David, descobridor per al món occidental al segle xix de l'existència del panda gegant. Limita al nord amb Uztaritze i Larresoro, a l'oest amb Ainhoa i Zuraide i a l'est amb Itsasu.

## Demografia
| 1896                                                                       | 1901 | 1926 | 1936 | 1954 | 1962 | 1968 | 1975 | 1982 | 1990 | 1999 |
| -------------------------------------------------------------------------- | ---- | ---- | ---- | ---- | ---- | ---- | ---- | ---- | ---- | ---- |
| 1320                                                                       | 1303 | 1270 | 1152 | 1174 | 1194 | 1258 | 1188 | 1411 | 1661 | 1879 |
| A partir de 1962 es comptabilitzen els habitants sense altre empadronament |      |      |      |      |      |      |      |      |      |      |

## Patrimoni
El cultiu de pebrots remunta a la seva introducció a la vall del Nive des d'Amèrica durant el segle xvi, a la imatge de la introducció pel marí guipuscoà Gonzalo de Percarteguy del blat de moro o el blat d'Índies el 1523. El procés d'assecat dels pebrots a la fi de l'estiu afavoreix escenes característiques quan té lloc agrupant llargues garlandes que s'exposen sobre les façanes i balconades de nombroses cases de la localitat.
La ramaderia es troba a Ezpeleta especialitzada en la cura del pottok, al qual es dedica una fira cada dimarts i dimecres del mes de gener. Amb una església que conserva el mobiliari del segle xvii. Al cementiri destaca el panteó en estil art decó dissenyat per Agnès Souret, guardonada Miss France al primer concurs del gènere celebrat el 1920. La localitat es troba a prop del mont Mondarrain, en èuscar Arrano mendi o muntanya d'àguiles que arriba als 750 m d'altitud i cap on parteixen diverses senders que permeten la pràctica de l'escalada pels seus vessants rocosos de gres.

## Personalitats
- Jean Duvoisin, escriptor en èuscar i traductor.
- Armand David, religiós naturalista i botànic, missioner catòlic a la Xina i Tibet.
- Roger Etchegaray, membre de la jerarquia catòlica, arquebisbe emèrit de Marsella.